# Ruhetag aller Verstorbenen
Ruhetag aller Verstorbenen ist ein Feiertag der syrisch-orthodoxen Kirche, der am Ostermontag begangen wird.
Der Tag wird zunächst mit einer Messe begangen, in der aller Verstorbenen einer Gemeinde gedacht wird. Während die Namen laut verlesen werden, läuten die Glocken. Danach versammelt sich die Gemeinde im Kirchhof, um gemeinsam den Birghil zu essen, während vom Priester das Absolutionsgebet wiederholend gesprochen wird. Der Birghil besteht aus gemahlenem Weizen, einer Art Spiegelei sowie Joghurt. Für Diakone und Kinderchor gibt es als Belohnung für das Singen in der Fastenzeit zusätzlich Ostereier.
Anschließend besuchen der Priester und die Gemeindemitglieder die Gräber der Verstorbenen und beten dort erneut. Hierbei verteilen Angehörige Gaben wie Ostereier an die Besucher.